# Listă de sculptori norvegieni
Aceasta este o listă de sculptori norvegieni.

## A
- Nils Aas

## B
- Oernulf Bast

## S
- Stephan Sinding
- Per Palle Storm

## V
- Gustav Vigeland